# Mijaíl Yákovlev
Mijaíl Yákovlev (en ruso: Михаил Яковлев; Moscú, 1 de septiembre de 2000) es un deportista ruso que compite en ciclismo en la modalidad de pista, especialista en las pruebas de velocidad y keirin. Desde el año 2023 compite bajo la bandera de Israel.
Ganó dos medallas en el Campeonato Mundial de Ciclismo en Pista, en los años 2021 y 2024, y tres medallas de bronce en el Campeonato Europeo de Ciclismo en Pista entre los años 2021 y 2025.

## Medallero internacional
| Representando a Rusia  |                          |                   |                      |
| Campeonato Mundial     |                          |                   |                      |
| Año                    | Lugar                    | Medalla           | Competición          |
| 2021                   | Roubaix (Francia)        | Medalla de bronce | Keirin               |
| Campeonato Europeo     |                          |                   |                      |
| Año                    | Lugar                    | Medalla           | Competición          |
| 2021                   | Grenchen (Suiza)         | Medalla de bronce | Velocidad individual |
| Representando a Israel |                          |                   |                      |
| Campeonato Mundial     |                          |                   |                      |
| Año                    | Lugar                    | Medalla           | Competición          |
| 2024                   | Ballerup (Dinamarca)     | Medalla de plata  | Keirin               |
| Campeonato Europeo     |                          |                   |                      |
| Año                    | Lugar                    | Medalla           | Competición          |
| 2024                   | Apeldoorn (Países Bajos) | Medalla de bronce | Velocidad individual |
| 2025                   | Heusden-Zolder (Bélgica) | Medalla de plata  | Velocidad individual |